# Triângulo de Verão

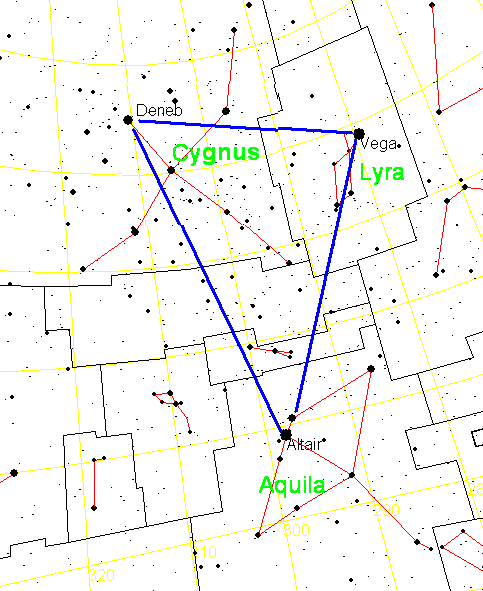
O Triângulo de Verão mapeada em uma carta celeste

O Triângulo de Verão é um asterismo localizado no hemisfério celestial norte. Os vértices deste triângulo imaginário estão em Altair, Deneb e Vega, sendo cada uma a estrela mais brilhante de sua própria constelação (Aquila, Cygnus e Lyra, respectivamente).

## História
O nome "Triângulo de Verão" tornou-se comumente conhecido desde os anos 50, quando o escritor americano Hans Augusto Rey e o astrônomo britânico Patrick Moore começaram a utilizá-lo , mas já era encontrado em guias de constelação por volta de 1913. No final da década de 1920, o astrônomo austríaco Oswald Thomas descreveu esta formação de estrelas como Arrecadamento Dreieck (do alemão, Grande Triângulo) e Sommerliches Dreieck (do alemão, Triângulo de Verão), em 1934. Este asterismo foi destacado pelo astrônomo austríaco Joseph Johann von Littrow, que o descreveu como o "notável triângulo" em texto de seu atlas (1866). Foi o astrônomo alemão Johann Elert Bode quem primeiro ligou as três estrelas em um mapa no seu livro, ainda em 1816, embora sem rotular a formação. Estas são as mesmas estrelas reconhecidos na lenda Chinesa "O Vaqueiro e a Tecelã", uma história antiga, com cerca de 2.600 anos, comemorada no Festival Qixi. Em meados do século 20, antes dos sistemas de navegação por inércia e outros equipamentos eletrônicos e mecânicos utilizados em aviões militares, a Força Aérea dos Estados Unidos utilizava a formação como navegador natural, apelidando-o "Navegador do Triângulo".

## Visibilidade

O Triângulo de Verão no contexto do céu noturno. Com cada estrela desaparecendo, até a última.

No Hemisfério norte, o Triângulo de Verão aparece praticamente completo em torno da meia-noite durante o verão. Também é visível no céu oriental no início da manhã, durante a primavera. No outono, à noite, o Triângulo é bem visível no céu ocidental, até dezembro. Já no Hemisfério sul, o asterismo aparece invertido, com Deneb abaixo Altair, e apenas em noites de inverno.

## As estrelas do Triângulo de Verão
| Nome   | Constelação | Magnitude aparente | Luminosidade (× solar) | Tipo espectral | Distância (anos-luz) | Radius (raio solar) |
| ------ | ----------- | ------------------ | ---------------------- | -------------- | -------------------- | ------------------- |
| Vega   | Lyra        | 0.03               | 52                     | A0             | 25                   | 2.36 para 2.82      |
| Deneb  | Cygnus      | 1.25               | 200,000                | A2             | 3550                 | 203 ± 17            |
| Altair | Aquila      | 0.77               | 10                     | A7             | 16.6                 | 1.63 para 2.03      |